# ネステロフ (小惑星)
ネステロフ (3071 Nesterov) は小惑星帯に位置する小惑星である。ソビエト連邦の天文学者タマラ・スミルノワが発見した。
ロシア帝国陸軍のパイロットで、第一次世界大戦初期に敵機に体当たりして戦死したピョートル・ネステロフ（Пётр Николаевич Нестеров）から命名された。